# 2007年拉斐爾·納達爾網球賽季
1月，澳網，第四輪賽事與英國希望穆雷首次交手，結果大戰五盤，以63-7, 6-4, 4-6, 6-3, 6-1艱苦勝出，首次晉級八強，與連續四次大滿貫賽事至少進入八強，八強雖被最終闖入決賽的當屆亞軍的智利好手岡薩雷斯，以直落三盤的比分，仍創下參賽澳網的最佳成績。
2007年3月，印第安維爾斯大師賽，納達爾擊敗塞爾維亞好手喬科維奇順利奪冠，是繼2005年贏得加拿大、馬德里之後，生涯另一個硬地大師賽冠軍頭銜。（其中馬德里為室內硬地）
4月，蒙地卡羅大師賽，與去年決賽組合相同，納達爾又一次遭遇老對手費德勒，他以兩盤6-4精采達成「三連霸」，成為自1971-73年伊利耶·納斯塔塞（Ilie Năstase）之後的第一人。
並且，他在連日出賽的狀態下連奪三冠。蒙特卡洛封王隔週，納達爾拿下巴塞隆納網球賽冠軍。又在緊接的羅馬大師賽決賽以兩盤6-2擊敗智利選手岡薩雷斯，成為史上第一位在羅馬『連續三年奪冠』的男子選手。

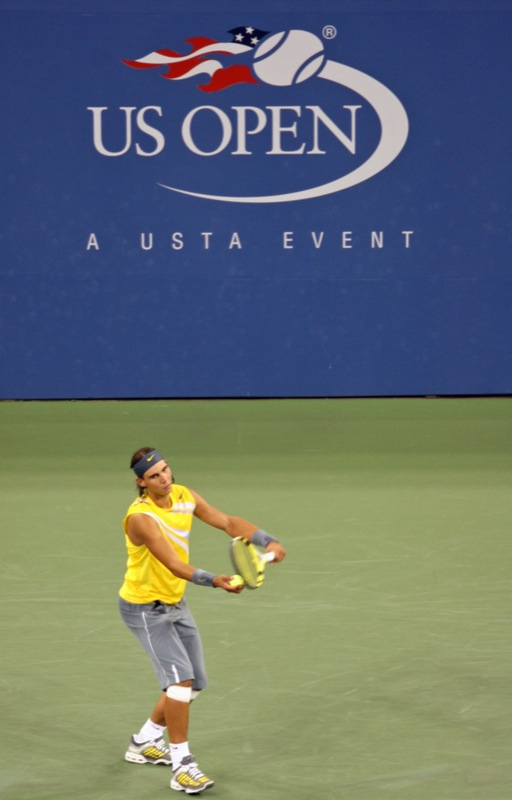
納達爾在2007年美國網球公開賽中發球

羅馬隔週，他依然勇闖漢堡大師賽，才在長期密集出賽、體力耗盡的狀況下，決賽時以6-2, 2-6, 0-6的比分敗給費德勒，屈居亞軍。直到這一戰，才終止了納達爾保持兩年多的紅土不敗之身。不過，他早在去年便打破了吉列爾莫·維拉斯（Guillermo Vilas）的53場红土賽連勝紀錄，如今更超越麦肯罗於室內地毯球場的75連勝紀錄，將連勝紀錄推至「81連勝」，寫下網球公開賽年代（Open Era）以來，男網選手「單種場地最多連勝」的傲人紀錄。
正如費德勒稱霸溫網，納達爾亦在红土無往不利。5月，兩人甚至在西班牙舉辦過一場半紅土半草地的表演賽（場地之戰），足見兩位當代網壇巨星彼此的惺惺相惜、相互推崇。巧合的是，6月初兩人第二度在法國公開賽決戰中遭遇，納達爾以6-3, 4-6, 6-3, 6-4再次擊敗費德勒，連續三年拿下法網冠軍，更成為繼1978-81年博里之後第一位達成「法網三連霸」的球員。
該年溫網，納達爾克服多場硬仗與大雨延誤賽程的考驗，辛苦地來到決賽場上，面對尋求溫網五連霸的球王費德勒。在這場激烈的5盤大戰中，納達爾多次威脅到球王的衛冕之路，逼使費德勒兩度打到搶7決勝局才勝出，最後納達爾膝傷復發仍奮力一搏，雖敗猶榮。連續兩年打入溫網決賽，亦證明他的草地實力已不容小覷，這也是費德勒繼2001年以來的第一場五盤比賽。
7月，斯圖加特網球賽，納達爾在決賽擊敗瑞士好手瓦夫林卡，奪得職業生涯第23座單打冠軍，也是今年最後一座冠軍。
美網，納達爾在第四輪賽事中，意外遭到同胞費雷爾以63-7, 6-4, 7-64, 6-2爆冷淘汰出局。